# 3662 Dezhnev
3662 Dezhnev (1980 RU2) là một tiểu hành tinh vành đai chính được phát hiện ngày 8 tháng 9 năm 1980 bởi Zhuravleva, L. ở Nauchnyj.